# Attalia philbyi
Attalia philbyi är en bönsyrseart som beskrevs av Boris Petrovich Uvarov 1936. Attalia philbyi ingår i släktet Attalia och familjen Hymenopodidae. Inga underarter finns listade i Catalogue of Life.